# Vijadukt
Vijadukt (lat. via = put + ducere = voditi) je konstrukcija koja premoščuje dolinu. Opće pravilo je isto kao kod mosta, ali ispod mosta, se nalazi voda (rijeka, more, jezero), a pod vijaduktom je obično dolina ili prometnica. Posebna vrsta vijadukata su vodovodi na kojima su Rimljani dovodili vodu u gradove.

## Slike
- Vijadukt Jezerane na autocesti Zagreb-Split
- Vijadukt u Argentini
- Vijadukt u Cantonu u Massachusettsu
- Stari vijadukt u sjevernoj Engleskoj
- Vijadukt princa Edvarda u Torontu